# Amanda Ilestedt
Amanda Ilestedt (Sölvesborg, Suecia; 17 de enero de 1993) es una futbolista sueca. Juega como defensa en el Arsenal de la Women's Super League de Inglaterra. También es internacional con la selección femenina de Suecia.

## Clubes
Ilestedt llegó al FC Rosengård proveniente del Karlskrona FF a mediados del año 2009, pero inicialmente jugó en el equipo B del Malmö FF.
| Club                        | País       | Año             |
| --------------------------- | ---------- | --------------- |
| Karlskrona FF               | Suecia     | 2008 - 2009     |
| Rosengård                   | Suecia     | 2009 - 2017     |
| Vittsjö GIK (cesión)        | Suecia     | 2011            |
| Turbine Potsdam             | Alemania   | 2017 - 2019     |
| Bayern Múnich               | Alemania   | 2019 - 2021     |
| Paris Saint-Germain         | Francia    | 2021 - 2023     |
| Arsenal Women Football Club | Inglaterra | 2023 - presente |

## Selección nacional
Ilestedt hizo su debut en la selección absoluta de su país en la victoria 4 a 1 sobre el seleccionado de Inglaterra el 4 de julio de 2013.
La entrenadora Pia Sundhage la citó para jugar la Eurocopa Femenina 2013.

## Palmarés

### Clubes
LdB FC Malmö / Rosengård
- Damallsvenskan (4): 2010, 2011, 2013, 2014
- Copa de Suecia Femenina (1): 2016
- Supercopa femenina de Suecia (3): 2011, 2012, 2015

Bayern Múnich
- Bundesliga Femenina (1): 2020-21

Paris Saint-Germain
- Copa Femenina de Francia (1): 2021-22

### Internacional
Suecia
- Campeonato Europeo Femenino Sub-19 de la UEFA (1): 2012
- Mundial: Medalla de bronce 2019, medalla de bronce 2023
- Juegos Olímpicos: Medalla de plata 2020